# Liban aux Jeux olympiques d'été de 2000
 (novembre 2023).
Si vous disposez d'ouvrages ou d'articles de référence ou si vous connaissez des sites web de qualité traitant du thème abordé ici, merci de compléter l'article en donnant les références utiles à sa vérifiabilité et en les liant à la section « Notes et références ».
Le Liban n'a remporté aucune médaille aux Jeux olympiques d'été de 2000 à Sydney.

## Nombre d'athlètes qualifiés par sport
Voici la liste des qualifiés et sélectionnés Libanais par sport (remplaçants compris) :
| Sport      | Hommes | Femmes | Total |
| ---------- | ------ | ------ | ----- |
| Athlétisme | 1      | 1      | 2     |

## Liste des médaillés libanais
Aucun athlète libanais ne remporte de médaille durant ces JO.

## Athlètes engagés
Le Liban est représenté par cinq sportifs, trois hommes et deux femmes engagés dans trois disciplines : l'athlétisme, la natation et l'haltérophilie.

## Athlétisme

### Hommes
| Athlète             | Épreuve         | Qualification | Qualification | Finale      | Finale  |
| Athlète             | Épreuve         | Performance   | Rang          | Performance | Rang    |
| ------------------- | --------------- | ------------- | ------------- | ----------- | ------- |
| Jean-Claude Rabbath | Saut en hauteur | 2,15 m        | 33e           | Eliminé     | Eliminé |

### Femmes
| Athlète      | Épreuve | Séries  | Séries | Quarts de finale | Quarts de finale | Demi-finales | Demi-finales | Finale  | Finale  |
| Athlète      | Épreuve | Temps   | Rang   | Temps            | Rang             | Temps        | Rang         | Temps   | Rang    |
| ------------ | ------- | ------- | ------ | ---------------- | ---------------- | ------------ | ------------ | ------- | ------- |
| Lina Bejjani | 100 m   | 12 s 98 | 7e     | Eliminé          | Eliminé          | Eliminé      | Eliminé      | Eliminé | Eliminé |